# Florence (Kentucky)
Florence város az USA Kentucky államában, Boone megyében. Lakosainak száma 31 946 fő (2020. április 1.).

## Népesség
A település népességének változása:

| 2010 | 29 951 |
| 2020 | 31 946 |